# Ipimorpha
Ipimorpha är ett släkte av fjärilar som beskrevs av Jacob Hübner 1821. Ipimorpha ingår i familjen nattflyn, Noctuidae.

## Dottertaxa tillIpimorpha, i alfabetisk ordning[1][2]
- Ipimorpha contusa (Freyer, 1849), Aspvecklarfly
  - Ipimorpha contusa pergrandis Bryk, 1949
- Ipimorpha guanyuana Chang, 1991
- Ipimorpha nanaimo Barnes, 1905
- Ipimorpha pleonectusa Grote, 1873
- Ipimorpha retusa (Linnaeus, 1761), Inbuktat vecklarfly
- Ipimorpha subtusa ( [Denis & Schiffermüller] , 1775), Poppelvecklarfly
- Ipimorpha viridipallida Barnes & McDunnough, 1916

## Bildgalleri

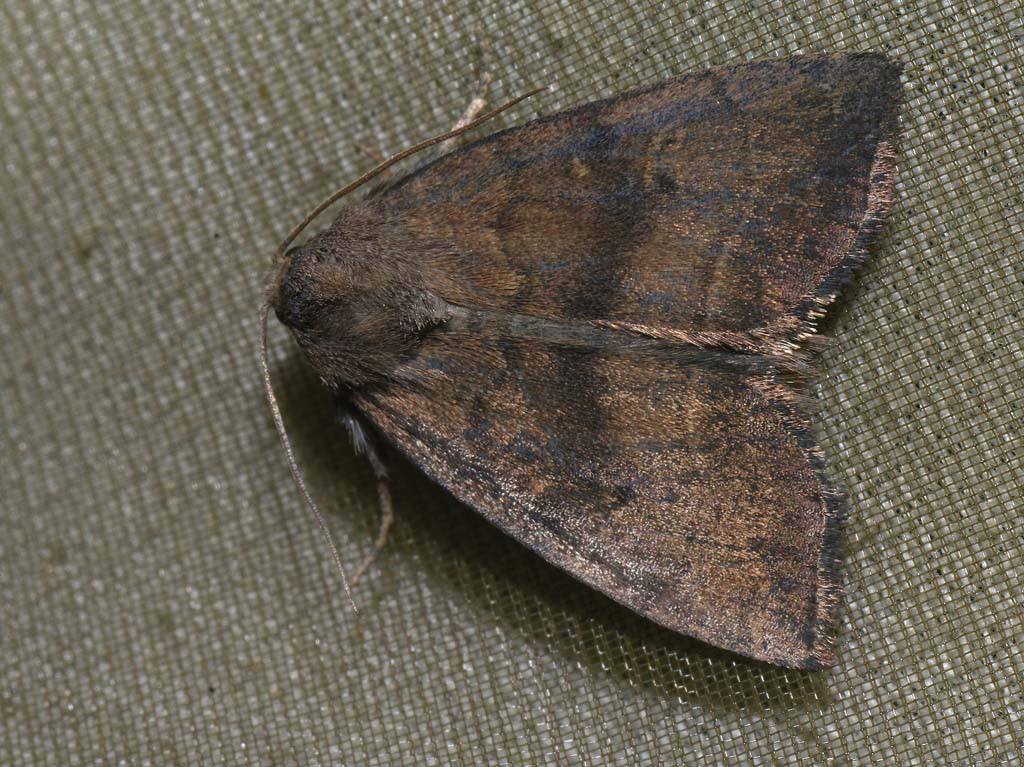
Aspvecklarfly, Ipimorpha contusa
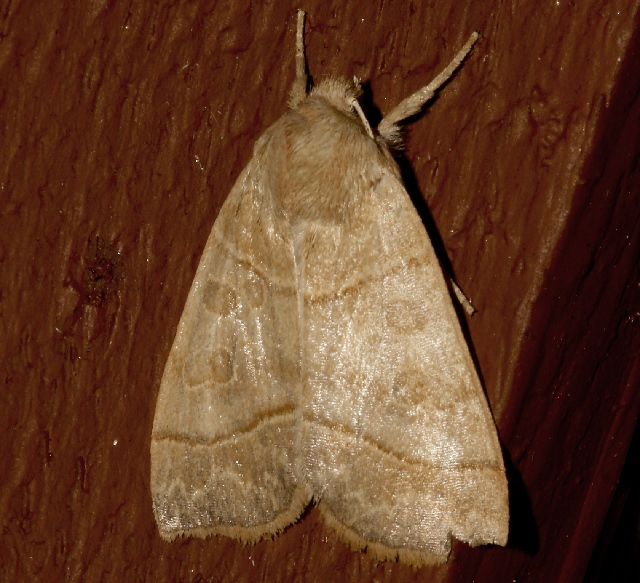
Ipimorpha nanaimo
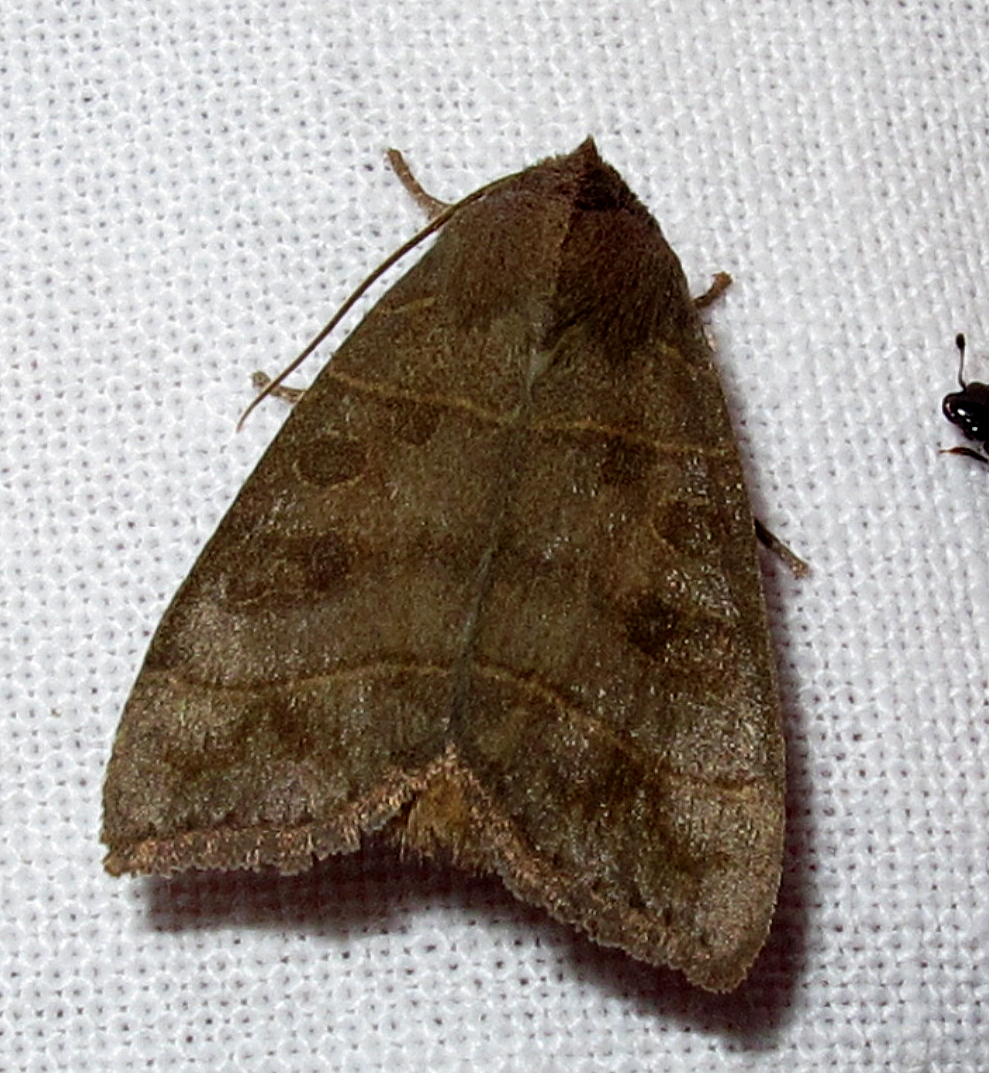
Ipimorpha pleonectusa
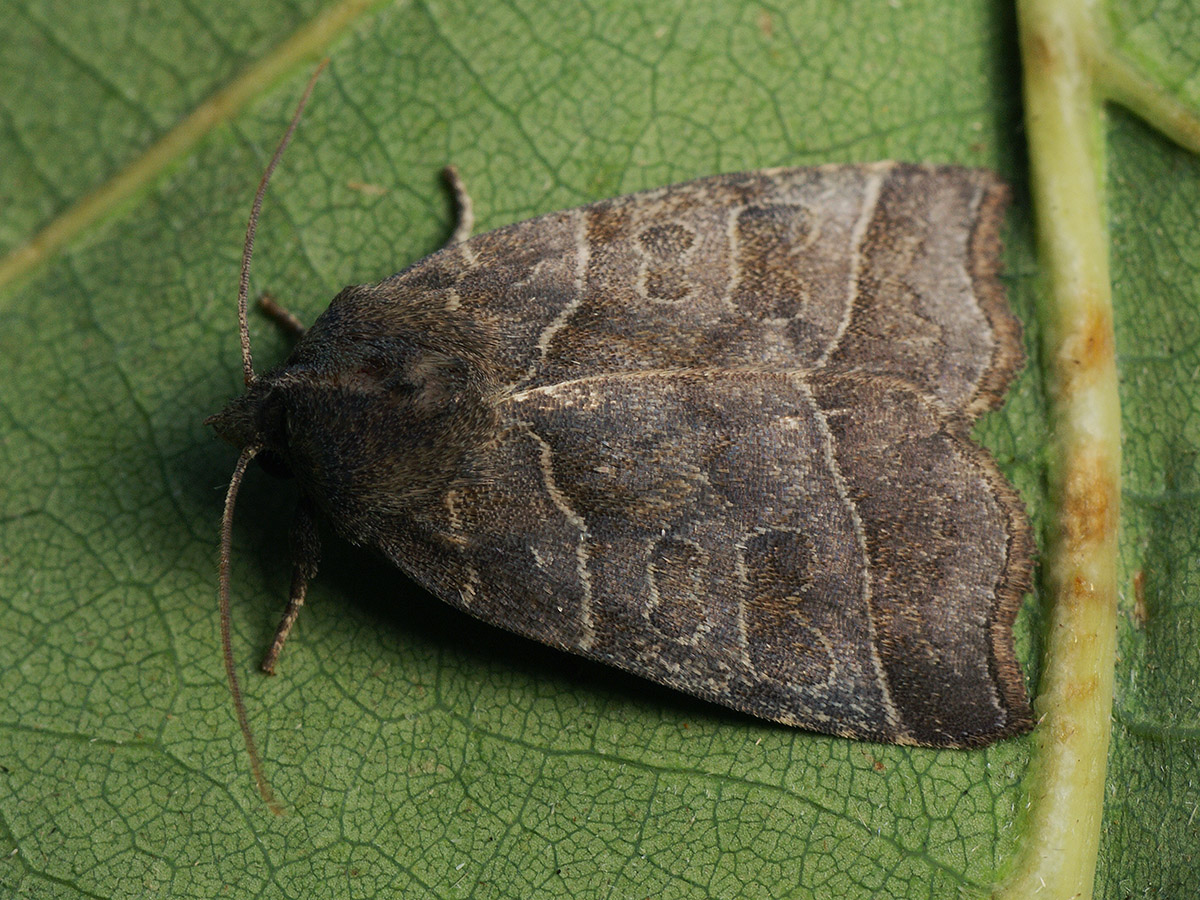
Inbuktat vecklarfly, Ipimorpha retusa
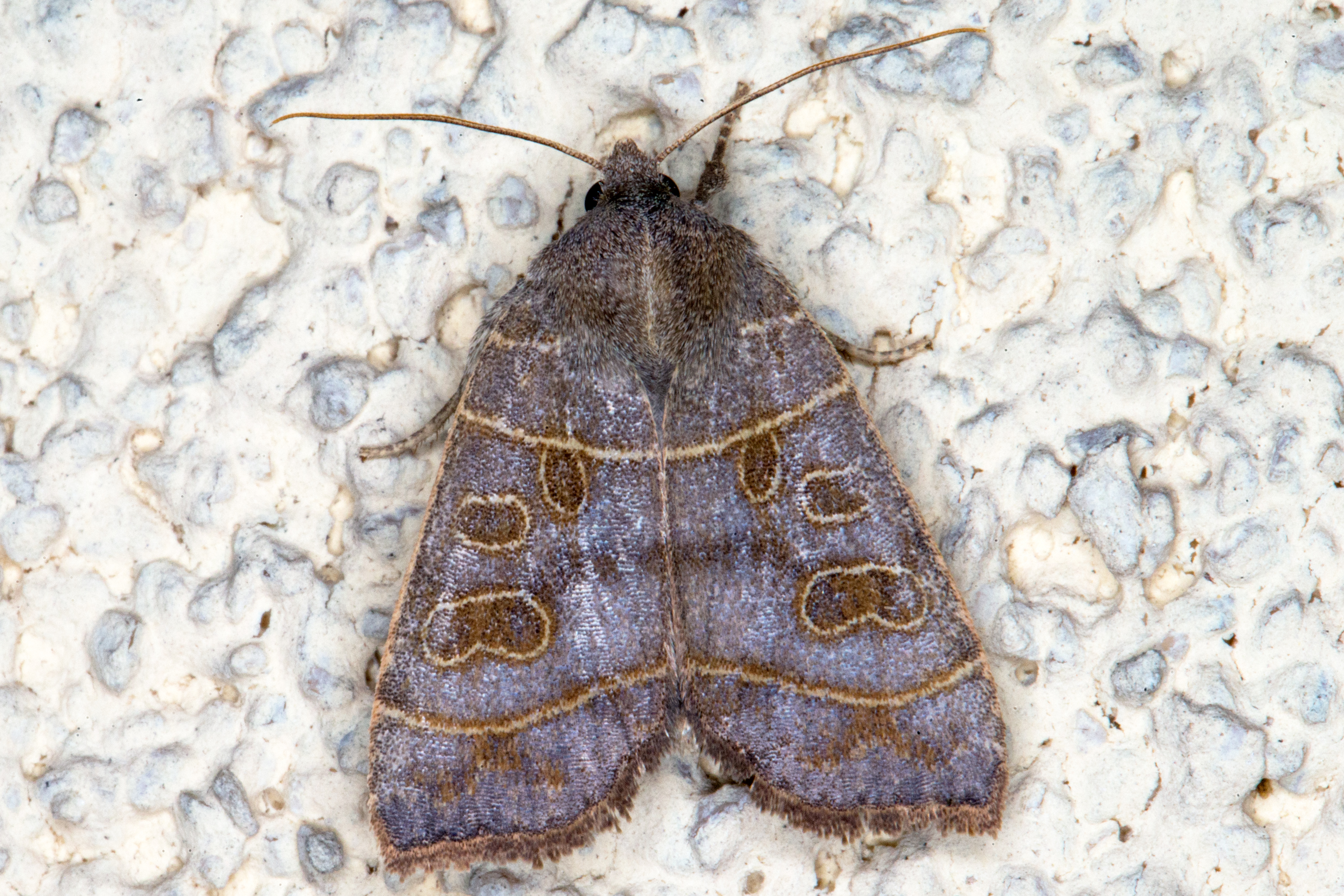
Poppelvecklarfly, Ipimorpha subtusa